# Eternity/The Road to Mandalay
Eternity/The Road to Mandalay è un singolo di Robbie Williams, estratto dal terzo album Sing When You're Winning nel 2001.

## I brani

### Eternity
Il brano non è stato inserito in alcun album in studio di Williams ma solo in seguito è stato inserito nel primo Greatest Hits del cantante uscito nel 2004.
Al brano partecipa il chitarrista Brian May, membro dei Queen, con il quale Williams continuerà a collaborare per realizzare la sua cover di We Are the Champions.

## Tracce
Regno Unito
1. Eternity - 5:02
2. The Road to Mandalay (radio edit) - 3:18
3. Toxic - 3:51

Argentina
1. Eternity - 5:00
2. The Road to Mandalay (radio edit) - 3:18
3. Toxic - 3:51
4. Eternity Enhanced Video
5. The Road to Mandalay (enhanced video)

## Classifiche
| Classifica (2001) | Posizione massima |
| ----------------- | ----------------- |
| Austria           | 9                 |
| Belgio (Fiandre)  | 6                 |
| Belgio (Vallonia) | 9                 |
| Danimarca         | 3                 |
| Europa            | 5                 |
| Francia           | 45                |
| Germania          | 7                 |
| Irlanda           | 2                 |
| Italia            | 4                 |
| Nuova Zelanda     | 1                 |
| Paesi Bassi       | 11                |
| Regno Unito       | 1                 |
| Svezia            | 34                |
| Svizzera          | 10                |